# Émile Revest
Émile Revest est un homme politique français né le 26 février 1828 à Aubagne (Bouches-du-Rhône) et décédé le 17 juin 1899 à Saint-Denis (alors dans le département de la Seine, actuellement Seine-Saint-Denis).
Il est fabricant de cartons bitumés à Saint-Denis. Après les élections du 13 mai 1888, il est élu maire de Saint-Denis le 20 mai 1888. Il reste en fonction jusqu'en 1889.
Révoqué pour avoir laissé se dérouler des manifestations en faveur du général Boulanger, il est député boulangiste de la Seine du 22 septembre 1889 au 14 octobre 1893. Invalidé en 1890, il est réélu à l'élection partielle.